# 馭時少女
『馭時少女Rinne』是由日本作家清野静所作，古夏からす擔任插畫的輕小說。第十一回角川Sneaker大賞奨勵賞的得獎作品。由角川書店的角川Sneaker文庫刊行，繁體中文版由尖端出版社出版。以類似兒童文學的文風為其特徵，作中に古典児童文学（『ナルニア国ものがたり』、『はてしない物語』など）のオマージュがちりばめられている。

## 故事內容
由身為「馭時」一族的輪迴的一句話：「我想來一場令人熱血沸騰的大冒險！」而展開的故事。
輪迴為此硬拉著最愛的朋友久高每天在公園等待事件發生，無意間救了一名神秘的少女，少女什麼都沒說就走了，留下一本神秘的書，經過調查這本書是來自於巴別塔的（旋時寶典），而此時有許多的人為得到寶典而出現，輪迴和久高則為了找尋旋時寶典的主人而踏上旅程。

## 特殊名詞介紹
馭時一族：馭時一族不須要吃飯，但須要透過閱讀來攝取養分，同時當馭時每讀完200萬字的時候就可以暫停一秒的時間。馭時一足可分為兩種，一種是居住於巴別塔的馭時，終生閱讀且人民缺乏行動力，第二種居住於人間通稱為（地上居民），兩種比例約為9比1。
巴別塔：記載於舊約聖經中，人類為到達天上而興建，但此舉觸怒上帝，上帝破壞巴別塔，並將人類的語言拆散，而馭時一族就住在巴別塔內。

## 登場人物
箕作輪迴
本作的女主角，小學六年級生。
楠本久高
輪迴的青梅竹馬。
海保琉羽
司馬遊佐
久高與輪迴的好友。
ジルベルト・ヘイフィッツ
通稱為「G」。箕作家圖書館的管理員(女性)。
楠本凪
久高的妹妹。
箕作涅槃
輪迴的弟弟。
楠本南涯
久高與凪的祖父，大學教授。
箕作剣介
輪迴與涅槃的父親，物理學家。

## 小說一覽
| 出版 順序 | 日文標題 | 中文翻譯                        | ISBN                   | 出版日期      | ISBN                   | 出版日期       |
| --------- | -------- | ------------------------------- | ---------------------- | ------------- | ---------------------- | -------------- |
| 1         |          | 馭時少女Rinne（ 01） 起始之書   | ISBN 978-4-04-473201-1 | 2007年8月1日  | ISBN 978-957-10-4382-1 | 2010年11月15日 |
| 2         |          | 馭時少女Rinne（ 02） 時間搖籃   | ISBN 978-4-04-473202-8 | 2007年12月1日 | ISBN 978-957-10-4583-2 | 2011年11月8日  |
| 3         |          | 馭時少女Rinne（ 03） 呢喃的衣櫃 | ISBN 978-4-04-473203-5 | 2008年7月1日  | ISBN 978-957-10-4765-2 | 2012年4月11日  |
| 4         |          |                                 | ISBN 978-4-04-473204-2 | 2008年10月1日 |                        |                |
| 5         |          |                                 | ISBN 978-4-04-473205-9 | 2009年7月1日  |                        |                |